# Sinkadus
Sinkadus ist eine schwedische Progressive-Rock-Gruppe.

## Geschichte
Die Geschichte der Band reicht bis in das Jahr 1987 zurück, als der Keyboarder Fredrik Karlsson und der Gitarrist Robert Sjöback begannen, zusammen mit anderen Musikern Cover von Rocksongs zu spielen. 1991 schloss sich ihnen Rickard Biström als Schlagzeuger an, der später auf den Alben der Band Gesang und Bass beisteuerte. Zu dieser Zeit spielte die Gruppe ausschließlich Progressive-Rock-Cover und begann, eigene Stücke zu schreiben. Im Frühjahr 1993 kam die Flötistin Linda Johannsson zur Band, 1995 schließlich die Cellistin Lena Pettersson. Beide Musikerinnen verließen die Gruppe nach der Veröffentlichung des zweiten Albums im Jahr 1999, um sich ihren Familien zu widmen.
Der Name „Sinkadus“, unter dem die Gruppe seit Herbst 1993 auftritt, hat nach Angaben der Band eine doppelte Bedeutung: Zum einen entstammt das Wort einem schwedischen Dialekt, wo es so viel wie „Gib Acht!“ heißt. Die andere Bedeutung leitet sich von einem schwedischen Brettspiel ab, welches Backgammon ähnelt. Wird dabei in einem Wurf eine 5 und eine 2 gewürfelt, so muss „sink a dus“ gerufen werden, was übersetzt „fünf und zwei“ bedeutet.

## Stil
Die musikalischen Arbeiten von Sinkadus sind durch den Stil der Progressive-Rockgruppen Genesis, King Crimson und vor allem der schwedischen Band Änglagård geprägt. Dabei versuchen die Musiker durch die Verwendung authentischer Instrumente wie Hammondorgel, Rickenbacker-Bass und Mellotron die Grundstimmung des Progressive Rock der frühen 1970er Jahre nachzuempfinden (Retro-Prog), ohne dabei jedoch durchgängig die atmosphärische Dichte und musikalische Brillanz ihrer musikalischen Vorbilder zu erreichen. Kennzeichnend für die Musik Sinkadus’ ist zudem ähnlich wie bei Änglagård und Anekdoten eine ausgeprägte Neigung zu „skandinavischer Melancholie“, die durch das Zusammenspiel von schwedischem Gesang, Akustikgitarre, Querflöte und Cello erzeugt wird.

## Diskografie
- 1996: Aurum Nostrum
- 1998: Live at Progfest
- 1999: Cirkus